# Elizabeth V. Spelman
Elizabeth V. Spelman é uma filósofa nos Estados Unidos . Atualmente é professora no Smith College. Ela é uma professora Barbara Richmond 1940 em Humanidades. Devido a esta posição, ela atualmente reside em Northampton, Massachusetts.
Seus estudos se concentram em quatro aspectos: feminismo racial crítico, emoções sendo moldadas, atividades reparadoras de humanos e humanos como criadores de lixo. A teoria crítica da raça é "um exame crítico da sociedade e da cultura, para a interseção de raça, lei e poder". No entanto, a interpretação de Spelman dessa teoria também envolve mulheres. Ela expressa seus pensamentos sobre o assunto em seu livro intitulado Mulher Inessencial: Problemas de Exclusão no Pensamento Feminista . Este livro concentra-se em seus estudos de raça e gênero juntos. Seu livro intitulado Fruits of Sorrow: Framing our Attention to Suffering, concentra-se em seus estudos sobre as emoções humanas. Ela acredita que a política e as interações entre humanos não podem ser separadas de nossas emoções. Eles se influenciam mutuamente. A emoção focalizada neste livro é a do sofrimento humano. Seus estudos dizem respeito ao que pode advir do sofrimento. Ela observa que nem todas as coisas que surgem do sofrimento são ruins. Ela se concentra em três maneiras pelas quais as pessoas que sofrem podem ser vistas: "figuras trágicas, ou objetos de compaixão, ou portadores de experiências com as quais outros podem aprender ou lucrar". Neste livro ela tenta descobrir o significado e significado do sofrimento humano. Seus estudos envolvem o sofrimento de si mesmo, assim como o dos outros. Seus estudos sobre atividades de reparo de humanos foram publicados em seu livro intitulado Repair: The Impulse to Restore a Fragile World . Este livro se relaciona com sua outra peça, Fruits of Sorrow. Enquanto aquele livro mostra as imperfeições da vida, por exemplo, o fato de que as coisas quebram, esta obra mostra a necessidade humana de consertá-las. Seu livro investiga o que torna os humanos humanos. Naturalmente, tentamos consertar as coisas que estão quebradas ou erradas em nossas vidas.
Seu livro de 2016 Trash Talks: Revelations in the Rubbish enfoca a complexa relação entre seres humanos e resíduos.

## Influências na filosofia feminista
Spelman apresenta muitas ideias que impactam o ramo da filosofia feminista. Spelman "sustenta que o condicionamento social cria feminilidade" e, portanto, em todo o mundo, a definição de feminilidade é diferente. Embora ela acredite que as mulheres criadas em culturas diferentes são diferentes, ela também acredita que todas as mulheres têm algo em comum umas com as outras. Outro ponto que Spelman enfatiza é o da posição social. Ela afirma, "nenhuma mulher está sujeita a qualquer forma de opressão simplesmente porque ela é uma mulher; as formas de opressão a que ela está sujeita dependem de que "tipo" de mulher ela é". Assim como os homens, as mulheres são tratadas de forma diferente com base na raça, religião, orientação sexual, etc. Cada um dos quais desempenha um papel em como uma mulher é vista na sociedade.